# サグラモール
サグラモール（Sagramore of Hungary, Sagremor）はアーサー王伝説に登場する円卓の騎士。「勇猛なる」（The Impetuous）「望み強き」（Le Desirous）など多くのあだ名を持つ。クレティアン・ド・トロワを始めとするアーサー王物語の初期の作品に多く登場し、作品群のすべてに名前が見えるが彼の設定は作品ごとに大幅に異なる。

## ランスロ＝聖杯サイクル
ランスロ＝聖杯サイクルでは、サグラモールはハンガリー王と東ローマ皇帝の娘の子で、コンスタンティノープルの帝位継承者とされる。サグラモールが若いうちに父が死に、母がブリテンのエスタンゴアのブランドゴリス（Brandegoris of Estangore）の誘いを受け、15のときに母子ともどもブリテンに渡る。ブリテンに着くとアーサー王のもとでサクソン人との戦いに従事し、王の甥ガウェインとその兄弟の助けを受けた。彼らは一緒にアーサー王の騎士叙勲を受けた。
ランスロ＝聖杯サイクルのサグラモールは勇猛だが激しやすい騎士として描かれている。戦闘の際に逆上する点に、アイルランドの英雄クー・フーリンと類似性が見られる。ひとたび戦闘が終わると、サグラモールは病と空腹のため倒れてしまう。この様子がまるでてんかん病患者のように見えることから、サー・ケイは彼に「若き屍」（Morte Jeune）というあだ名を与えたという。ランスロ＝聖杯サイクルにはサグラモールの冒険が数多く描かれており、乙女を救い出す場面で中心人物となることも多い。アーサー王の宮廷でグィネヴィアに育てられた女性との間に娘を一人もうける。また、彼の異父妹でブランドゴリスの娘である美しいクレア（Claire）は騎士ボールスと恋に落ち、同衾して白のエリアン（Elyan the White）を出産する。サグラモールはカムランの戦いで、モードレッドの手にかかって死ぬ。アーサー王の騎士の中でも戦いの最後まで生き残った騎士の一人だったという。

## 他の作品
後期流布本サイクルのサグラモールはこれとは異なる背景を持つ。彼の両親はモルドレッドを海から救い出し（メイデイに生まれた子供がアーサー王を破滅させる、というマーリンの予言を恐れ、王はその日に生まれた子供を全員水漏れする船に詰め込んで海に送り出していた）、モードレッドを数年間、サグラモールの継兄弟として育てる。散文のトリスタンのサグラモールはコーンウォールの騎士トリスタンの親友で、他の円卓の騎士にトリスタンの死の危険を警告する。トマス・マロリーの『アーサー王の死』ではサグラモールの力は場面によって変化する。強い騎士との馬上槍試合では負けるが、たまに強力な対戦相手となる。断片のみが残るドイツ語のロマンス『ゼグレモルス』（Segremors）はサグラモールを主人公とした作品で、妖精が支配する島を旅し、友人ガウェインとの望まぬ戦いを強いられる。
サグラモールは現代の文学作品にも頻繁に登場する。アルフレッド・テニスンの「マーリンとヴィヴィアン」（『国王牧歌』の一編）では、自分の部屋のベッドと勘違いして少女のいるベッドに誤って潜り込んでしまう。名声を損なわぬため、仕方なく二人は婚約する。しかし、二人は貞節と寛大な心を持っていたので結婚生活は幸せなものとなったという。サグラモールはミュージカル『キャメロット』にも登場しており、映画版ではピーター・ブロミローが彼を演じた。1949年の映画『アーサー王宮廷のコネティカット・ヤンキー』ではウィリアム・ベンディックスが彼を演じた。バーナード・コーンウェルの『小説アーサー王物語』では、元ローマ軍人でヌメディア人の恐るべき熟練戦士として登場する。西ローマ帝国の崩壊後、アーモリカ（ブルターニュ）でアーサーの軍勢の副官となり、彼と共にブリテン島へ渡る。